# Dolo (Italia)

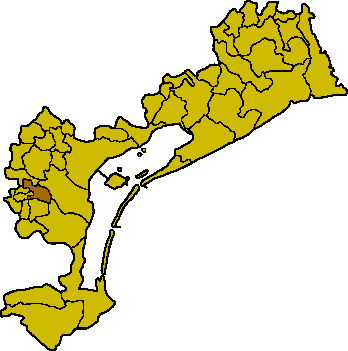
Ubicación del municipio de Dolo en el Venecia.

Dolo es una localidad italiana de la provincia de Venecia, región de Véneto, con 14.953 habitantes.

## Evolución demográfica
| Gráfica de evolución demográfica de Dolo entre 1861 y 2011 |
|                                                            |
| Fuente ISTAT - elaboración gráfica de Wikipedia            |

## Monumentos

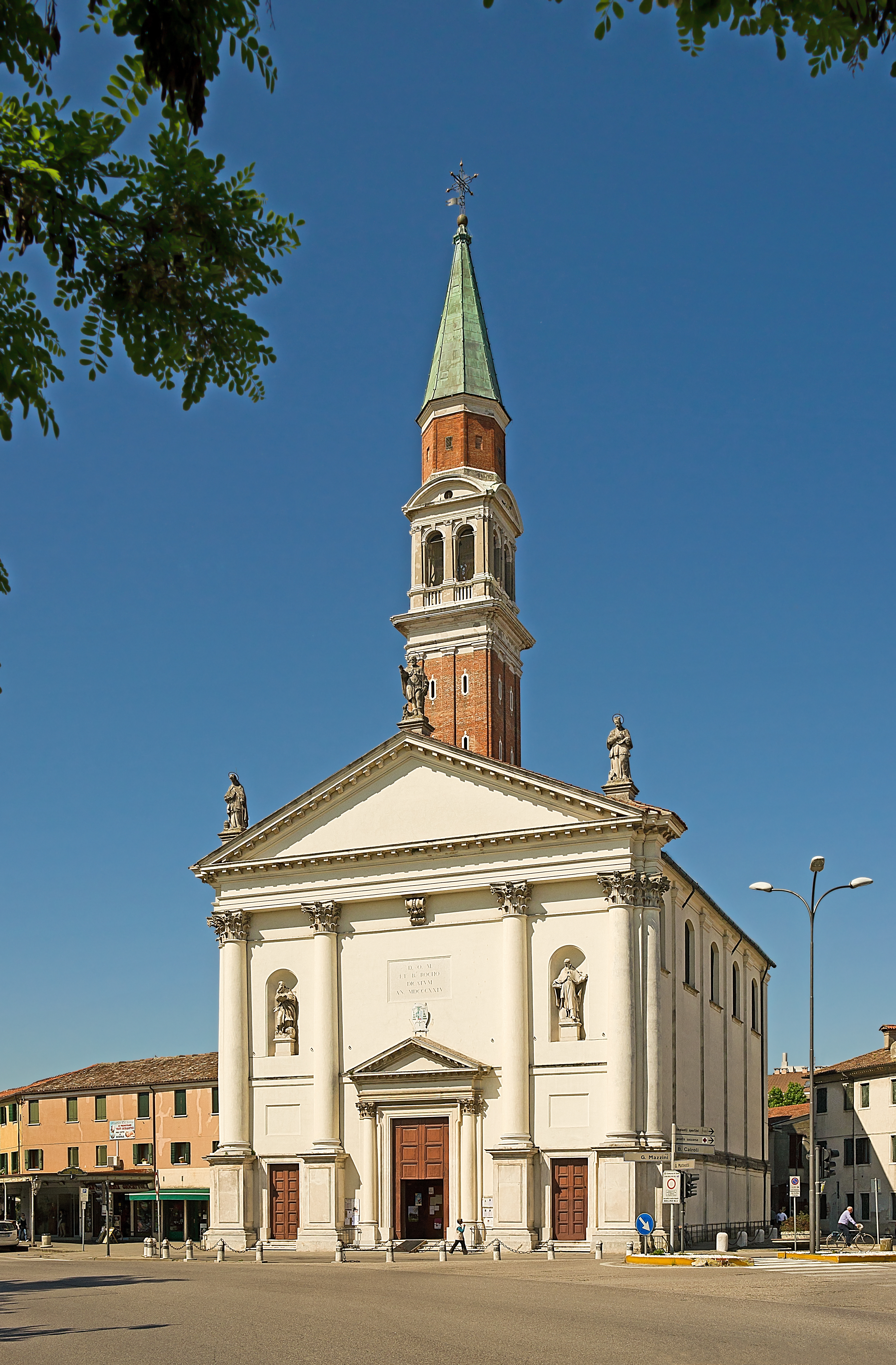
San Rocco - fachada
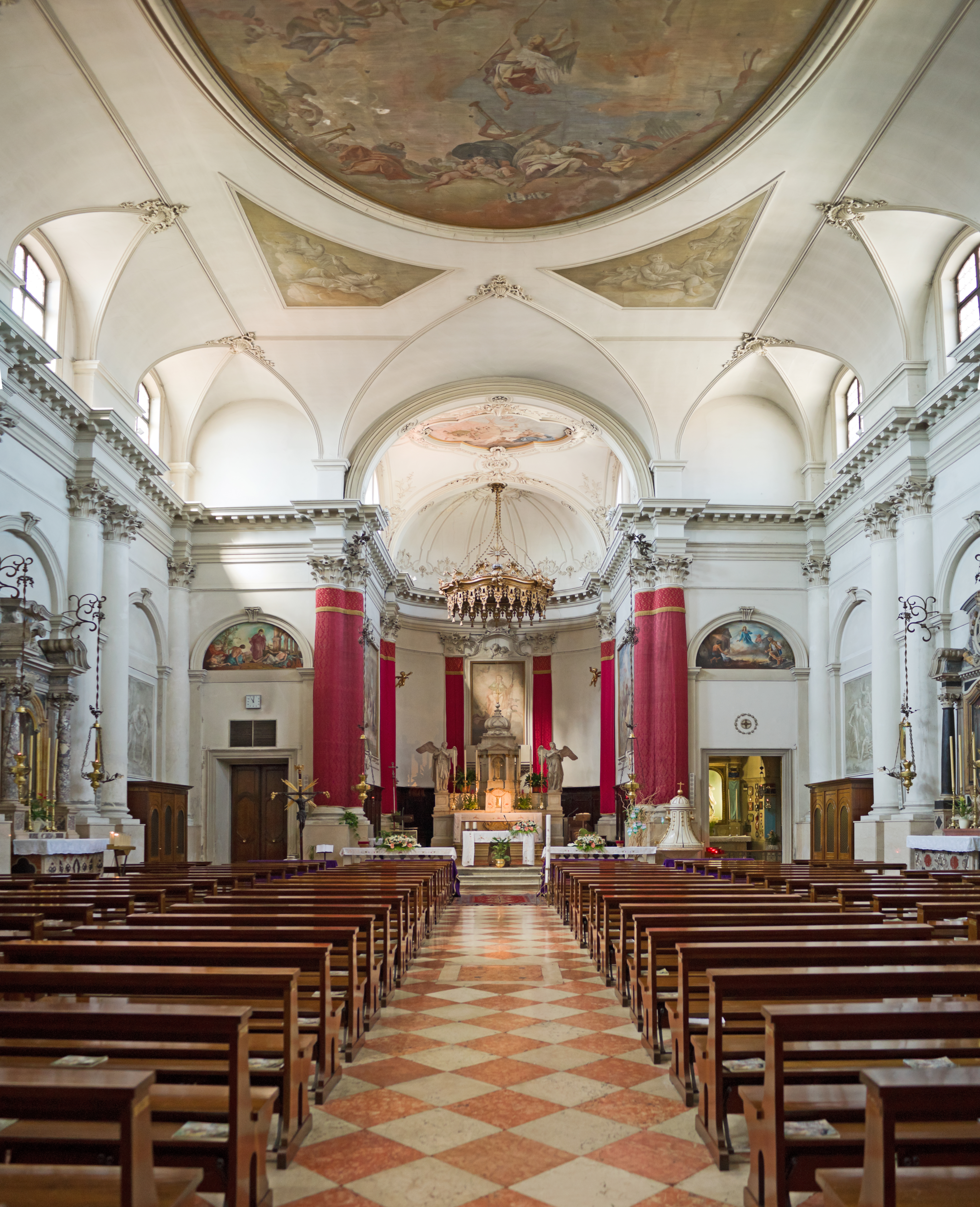
San Rocco - dentro
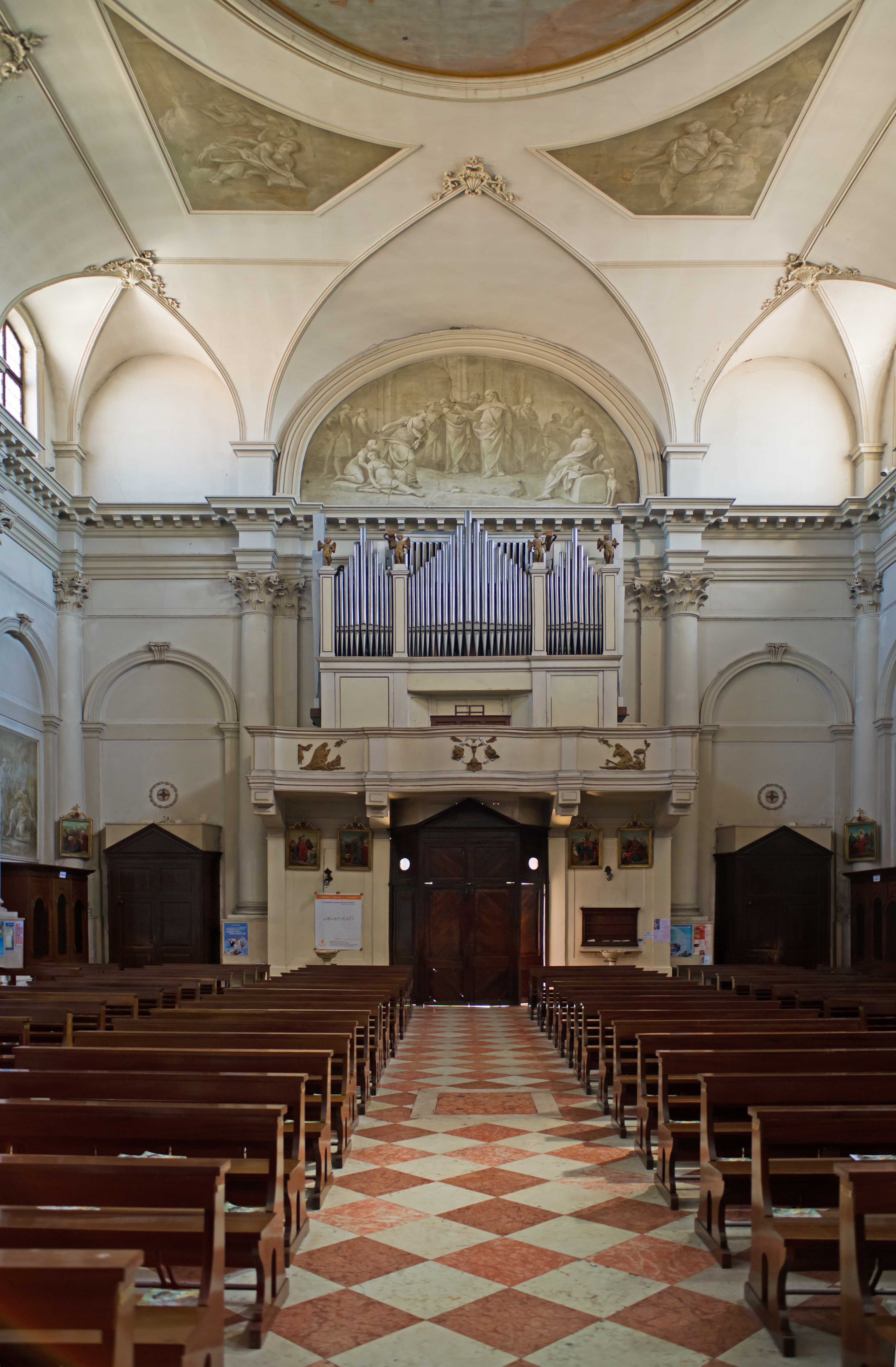
San Rocco - órgano
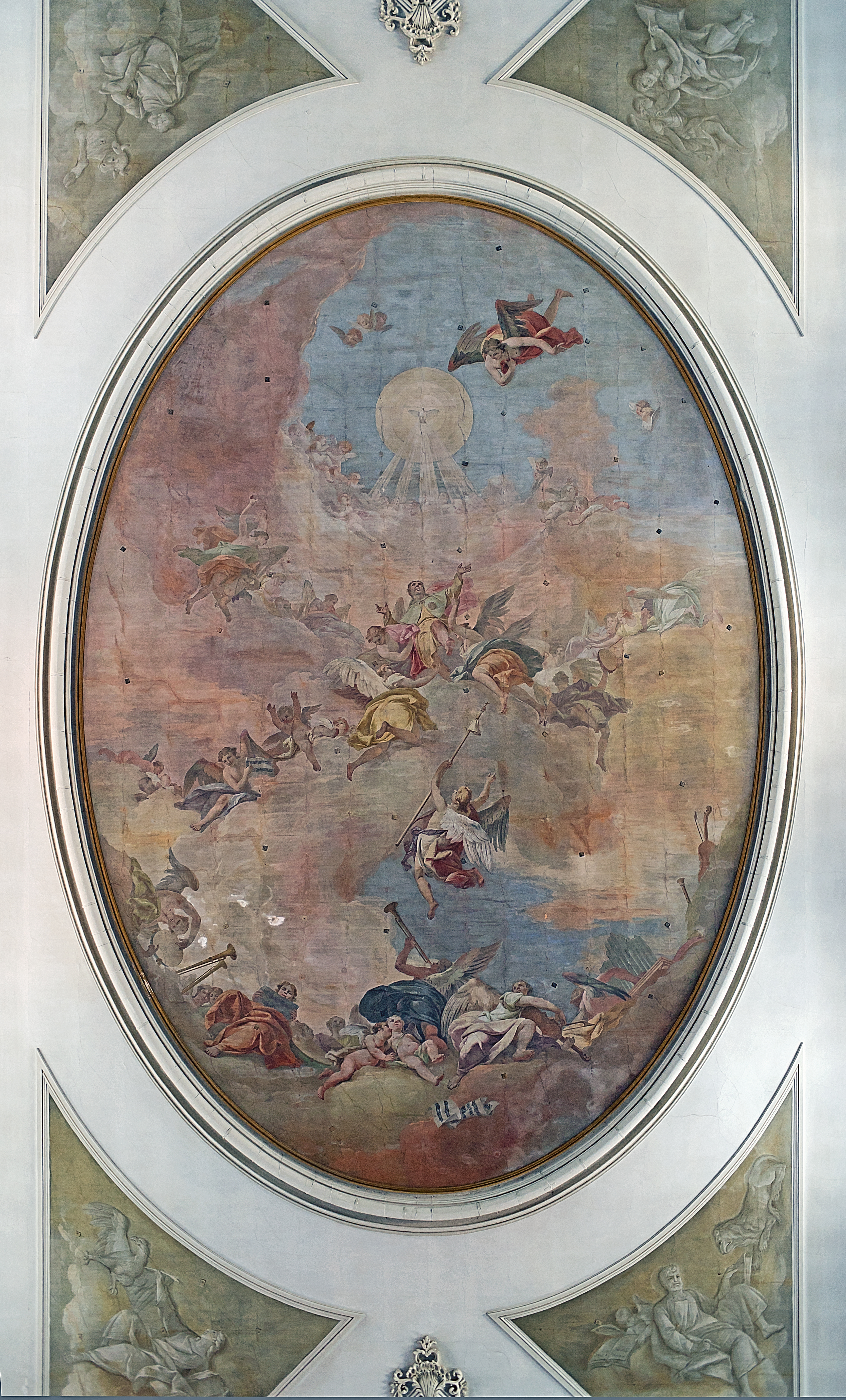
San Rocco – techo
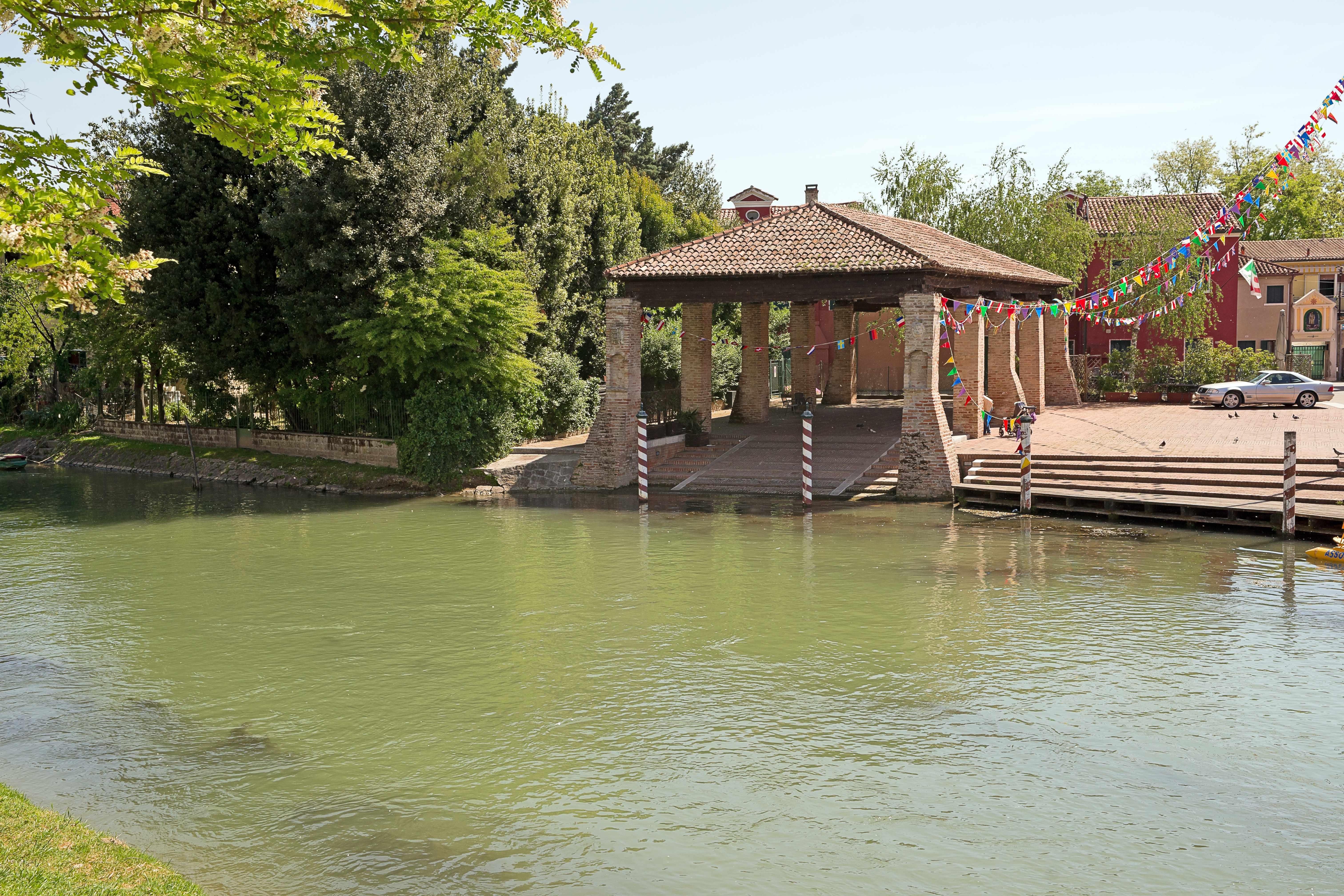
Hace de barcos ("Squero") del siglo XVI.
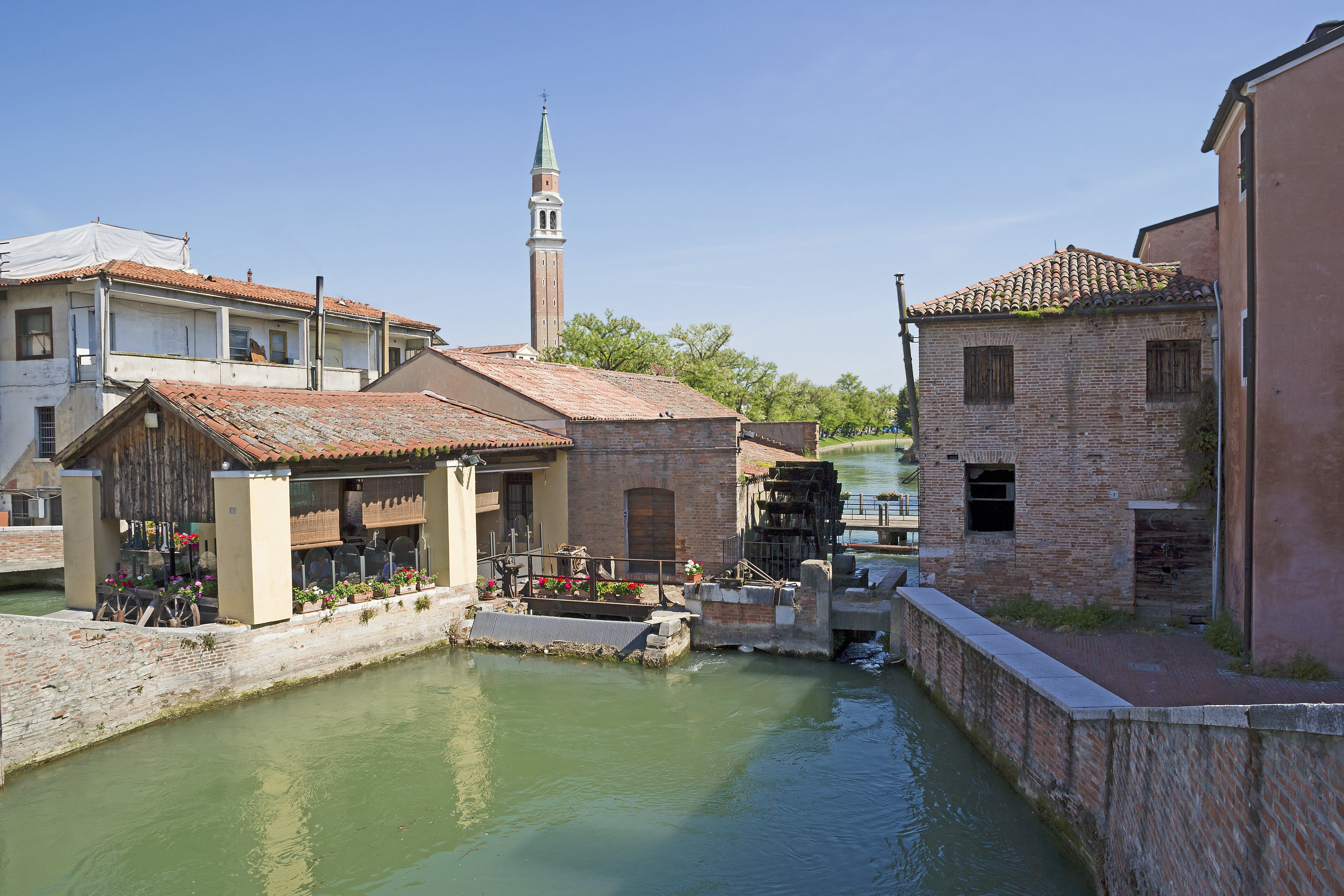
Esclusas y molinos de agua